# El Pescado, Guerrero
El Pescado är en ort i Mexiko.   Den ligger i kommunen Coyuca de Catalán och delstaten Guerrero, i den södra delen av landet, 250 km sydväst om huvudstaden Mexico City. El Pescado ligger 1 018 meter över havet och antalet invånare är 173.
Terrängen runt El Pescado är bergig åt sydost, men åt nordväst är den kuperad. El Pescado ligger nere i en dal. Runt El Pescado är det ganska glesbefolkat, med 21 invånare per kvadratkilometer. Närmaste större samhälle är El Durazno, 17,4 km sydväst om El Pescado. I omgivningarna runt El Pescado växer huvudsakligen savannskog.